# Miconia sulcata
Miconia sulcata är en tvåhjärtbladig växtart som beskrevs av James Francis Macbride. Miconia sulcata ingår i släktet Miconia och familjen Melastomataceae. Inga underarter finns listade i Catalogue of Life.